# Aleucanitis caucasica
Aleucanitis caucasica là một loài bướm đêm trong họ Noctuidae.